# Hälsoresan – En smal film av stor vikt
Hälsoresan – En smal film av stor vikt är en svensk komedifilm som hade biopremiär i Sverige den 25 december 1999, i regi av Lasse Åberg med Lasse Åberg och Jon Skolmen i huvudrollerna. Filmen är den femte filmen i serien om Stig Helmer Olsson.

## Handling
Hälsohemmet Granhedsgården i Dalarna har problem. Man har bara två gäster och föreståndaren Ulla måste komma på en lösning för att det ska bli ett modernt och populärt hälsohem. Ett nytt och modernt namn efterlyses och hemmet döps om till Gustav Vasa Spa.
Stig-Helmer Olsson, som efter att förhållandet med Fiona McDougall (från Den ofrivillige golfaren) tagit slut är han mest deprimerad och lever på skräpmat, när han får en elektronisk talande våg av Ole Bramserud som talar om hans vikt: 28 kilogram för mycket  inser han att något måste göras, så när samtidigt  Ole på grund av stress och överarbetning får problem med  hjärtat bjuder han in Stig-Helmer på en hälsoresa till Gustav Vasa Spa.
Samtidigt får affärsmannen Bruno Anderhage från Parvus Finans problem med sitt företag Svea Broiler och försöker desperat hindra fabriken från konkurs genom att göra en ny reklamfilm – vilket han kontaktar Ole på Bramserud advertising för – och sedan lansera en ny produkt. Produkten är Slim Quick bantningschips, som tillverkas av det överblivna hönsfodret.

## Rollista (i urval)
| Lasse Åberg           | – Stig Helmer-Olsson         |
| Jon Skolmen           | – Ole Bramserud              |
| Anna Norberg          | – Rebecka Melin              |
| Mats Bergman          | – Bruno Anderhage            |
| Ia Langhammer         | – Camilla Anderhage          |
| Pia Johansson         | – Inger                      |
| Anna Frankzén         | – Ole Bramseruds sekreterare |
| Michael Segerström    | – Claes Palmstierna          |
| Magnus Härenstam      | – doktor Levander            |
| Kerstin Bäck          | – Ulla                       |
| Barbro Hiort af Ornäs | – Stig Helmers mamma         |
| Peter Carlsson        | – Nisse                      |
| Ylva Lööf             | – Linda                      |
| Per Ragnar            | – Dahlgren                   |
| Mona Andersson        | – Gudrun                     |
| Sten Ljunggren        | – försäljare på Buttericks   |
| Henric Holmberg       | – programledare för Tendenz  |
| Amit Zen              | – gurun                      |

## Inspelning
Byggnaden som föreställer ”Granhedsgården”/”Gustav Vasa Spa” i filmen är Farsta gård utanför Södertälje. Byggnaderna som föreställer broilerfabriken i filmen är ett före detta svinstall vid Bålsta (däremot fabrikslagret, plus mycket annat inomhus, är filmat på eller i närheten av Europastudios i Bromma – såsom för de övriga filmerna i serien).
Vattenfallsscenen är filmad vid Tännforsen i Jämtland, där en docka användes och två kanoter gick åt. Slutscenen, tältningen, är inspelad i Ottsjö i södra Jämtland. Vyn riktades mot Ottsjön och ortens fjällhotell var alldeles bakom dem.
I övrigt är mycket filmat i Dalarna kring Östra och Västra Dalälven, Malung och Borlänge.
Under denna film hade Lasse Åberg en lösmage av silikon, och fick vissa problem vid vattenbassäng-scenen eftersom lösmagen gjorde honom flytande. Jon Skolmen, som hade gått ner i vikt från de tidigare filmerna, var i början osäker och skeptisk till att medverka i filmen eftersom ämnet bantning inte var omtalat i Norge.
Aktiviteterna på hälsohemmet och dessas metoder är tagna direkt ur verkligheten. Stig-Helmers visade scout-kunskaper när han och Ole hamnar vilse i skogen är regisserat utefter Lasse Åbergs egen scoutgång. Sprängningen av den fiktiva broilerfabriken var en modellsprängning.
Flygplanet som används i filmen är ett Avid Catalina (före detta Avid Amphibian).

## Musik i filmen
- Till havs!,  kompositör Gustaf Nordqvist, textförfattare Jonatan Reuter, framförd av Jussi Björling
- Gråt inga tårar,  kompositör och textförfattare Åke Hallgren, framförd av Thorleifs
- Sov du lilla kalori,  kompositör Alice Tegnér (Videvisan), textförfattare Stephan Rössner
- Nu grönskar det,  kompositör Johann Sebastian Bach, textförfattare Evelyn Lindström
- Om namaha Shivaya, kirtanmusik (yogamusik)

Filmmusiken är skriven av Janne Schaffer och Björn J:son Lindh som tillsammans med Electric Banana Band (kallar sig här ”Electric Bwana Band”) har gett ut cd-skivan ”Den hela människan” med musik från filmen. Följande låtar finns på skivan:
1. Prologue – Text Lasse Åberg
2. Divine Dolphins – Björn J:Son Lindh
3. Rebecka’s Dream, Theme A – Janne Schaffer
4. Hymn Of The Cosmos – Björn J:Son Lindh
5. Rebecka’s Dream, Theme B – Janne Schaffer
6. Water Healing – Björn J:Son Lindh
7. Yapa Yoga – Björn J:Son Lindh
8. Flowing Like A River – Janne Schaffer
9. Yin & Yang – Björn J:Son Lindh
10. Power Of Crystals – Björn J:Son Lindh
11. Spirit Of The Trees – Janne Schaffer
12. Aurora – Björn J:Son Lindh
13. Rebecka’s Dream, Theme C – Janne Schaffer
14. Sacred Silence – Björn J:Son Lindh
15. The Mother Earth Gaya – Björn J:Son Lindh
16. Chaos – Janne Schaffer
17. Krishna Macharai – Janne Schaffer
18. Rebecka’s Dream, Theme D – Janne Schaffer
19. Till Vinden – Nils-Aslak Valkeapää, (arr. Björn J:Son Lindh, Janne Schaffer och musikgruppen Giron)
20. Epilogue – Text Lasse Åberg
21. Stig-Helmer Waltz – Janne Schaffer